# Bruno Bieligk
Oswald Bruno Bieligk (* 7. Februar 1889 in Freiberg; † 18. Januar 1969 in Niederhausen) war ein deutscher sozialdemokratischer Politiker. 

## Leben
Bruno Bieligk war der Sohn des Maurers, Fabrikarbeiters und Buchhändlers Hermann Oswald Bieligk und dessen Frau Anna Pöhland. Bruno Bieligk, der zunächst evangelisch-lutherischen Glaubens war und später aus der Kirche austrat, heiratete Rosa Emma Anna Müller.
Bruno Bieligk absolvierte nach dem Besuch der Volksschule und Fortbildungsschule eine Ausbildung als Angestellter der Sozialversicherung. 1903 bis 1913 war er Angestellter der Ortskrankenkasse in Gehren. 1913–1915 war es als Redakteur der Volkszeitung für Schwarzburg Sondershausen in Arnstadt tätig. Den Ersten Weltkrieg erlebte er 1915 bis 1918 als Soldat im Landsturm. 1919 bis 1933 Angestellter, dann Geschäftsführer der Ortskrankenkasse Gehren. Später wirkte er als Geschäftsführer der Kreiskrankenkasse Arnstadt mit Sitz in Gehren.

## Politik
1906 trat er der SPD bei. Zwischen 1919 und 1922 war er Mitglied der USPD. 1922 war er nach dem Vereinigungsparteitag von SPD und USPD wieder Mitglied der SPD. 
Bruno Bieligk beteiligte sich nach dem Ersten Weltkrieg aktiv an der Gestaltung der politischen Verhältnisse. So war er 1919–1933 Mitglied des Landtages von Schwarzburg-Sondershausen und anschließend von Thüringen, davon 1919–1920 als Volksminister in Schwarzburg-Sondershausen und im ersten Kabinett Frölich vom 7. Oktober 1921 bis 11. September 1923 bzw. im zweiten Kabinett Frölich vom 16. Oktober 1923 bis 7. Dezember 1923 (geschäftsführend bis 21. Februar 1924) als Staatsrat (für Sondershausen) tätig. 1919 bis 1933 war er weiterhin noch Kreisrat im Landkreis Arnstadt.
Als Direktor der Kreiskrankenkasse in Gehren wurde er 1933 von den Nationalsozialisten entlassen.
Vom 30. März 1933 bis zum 20. August 1936 saß Bieligk im Gefängnis. Zuerst in Schutzhaft folgten Untersuchungshaft und Strafhaft. Ihm wurde „Betrugs zum Nachteil der Krankenkasse“ vorgeworfen. Am 8. Dezember 1933 wurde er durch das Schöffengericht Ilmenau wegen Vergehens gegen die Reichsversicherungsordnung verurteilt.  Der wirkliche Grund für seine Inhaftierung dürfte wohl eher sein enger Kontakt zu dem SPD-Politiker Hermann Brill gewesen sein, der ein aktiver Gegner der Nationalsozialisten war.
Nach dem Zweiten Weltkrieg war er bis zum 5. August 1945 wieder Angestellter der Kreiskrankenkasse Arnstadt in Gehren und dann im Geschäftsbereich des Thüringer Landesamts für Arbeit und Sozialfürsorge tätig. Vom 11. September 1945 bis zum 31. Juli 1946 war er Oberregierungsrat, zunächst Leiter der Umsiedlerabteilung im Landesamt des Innern, später im Landesamt für Kommunalwesen, Amt für Neubürger, und ab März, April 1946 Sachbearbeiter für die Dienstaufsicht über die Landesversicherungsanstalt Thüringen im Landesamt für Arbeit und Sozialfürsorge.
Im Juli 1946 flüchtete er aus der Sowjetisch Besetzten Zone. In West-Berlin war er als Oberregierungsrat Richter am Sozialversicherungsamt des Landesamtes für Arbeit und später Sozialgerichtsrat.
Er wurde wieder in der SPD aktiv und engagierte sich 1949–1950 im Vorstand der Unabhängigen Gewerkschaftsopposition (UGO). Weiter wurde er Mitglied der Bezirksverordnetenversammlung in Berlin-Zehlendorf und zwischen 1958 und 1963 als Mitglied des Abgeordnetenhaus von Berlin aktiv. Seinen Lebensabend verbrachte er als Sozialgerichtsrat im Ruhestand.

## Literatur

Beschluss des Thüringischen Oberlandesgerichtes in Jena zur weiteren Inhaftierung von Bruno Bieligk (SPD) vom 8. August 1933. (Seite 1)
Seite 2